# 國本良博
國本 良博（くにもと よしひろ、1949年〈昭和24年〉12月25日 - ）は、静岡県内で活動するフリーアナウンサー。元静岡放送（SBS）アナウンサー。

## プロフィール
鳥取県智頭町出身。血液型O型。
亜細亜大学を卒業し、1973年に静岡放送（以降SBSと表記）へ入社後、SBSのテレビ・ラジオの両方でアナウンサーとパーソナリティーを務める。2009年12月25日にSBSを定年により退社し、以後も引き続きパーソナリティーとしてSBSの番組に出演。2013年3月まで『GOGOワイド くんちゃんのらぶらじ』に出演した。
ニックネームはヤング向けDJ番組の担当当初は名字から「クニちゃん」であったが、局アナ時代の後輩・荻島正己が「言いにくい」との理由から「クンちゃん」と変更し、浸透していったものである。
当時SBS社員であった國本と荻島のアナウンサー2人、ディレクター2人で「ケッタウェイズ」というバンドを組み、ミュージシャンとしての素質も持つ。現在は「クレイドルス」を経て（「くんちゃんと仲間たち」改め）「THE LEGEND」というバンドで音楽活動を継続し、イベントに出演するなど活躍している。
第15回ヤマハポピュラーソングコンテスト東海大会（1978年3月5日）では司会を務めた他歌手としても出演したことがあり、その時に歌った「長老カモメの伝説」は非売品ながらレコード化されている。1977年、第4回飛び出せ!全国DJ諸君企画賞を受賞した。また、アノンシスト賞の最優秀賞を3度受賞した（第1回、第29回、第32回）。
知り合いであった北嶋興（当時静岡第一テレビアナウンサー）との絡みから、同局の情報バラエティ番組『JanJanサタデー』1984年9月29日放送分に一度だけゲスト出演したことがある。逆に北嶋も『フリーステーション1.2.0』に局の垣根を越えてゲスト出演した事がある。
國本のエピソードとして大変有名なものがある。それはローカルニュース『朝一番!SBSニュースワイド』（1986年10月 - 1989年9月）の本番中（1988年8月12日放送）に鼻血を出しながらニュースを読んだことである。過去にJNN系列で放映されたNG特番でも度々その映像が放映された。また、某週刊誌でそれが取り上げられ、実際のアクシデントから20年近く経った頃、再び話題を呼んだこともある。全国ネットで放送されたNG特番では、「当時、睡眠時間がたった3時間ほどしか無かった」と語っている。なお、2012年12月29日にテレビで放送された、開局60周年記念特別番組「3丁目の昭和&平成スペシャル 私たちの隣にはテレビがあった」の中でも改めてこの件が紹介されており、ここでも先述のような説明を本人が行っている。
2013年4月からは静岡第一テレビ（SDT）の帯ワイド番組『○ごとワイド』（月曜日 - 金曜日 16:45 - 19:00）へレギュラー出演。SBS退社後、他局番組へのレギュラー出演はこれが初である。テレビはその後同局の『ごちそうカントリー』に出演、静岡県内のJAを訪れ農産物を紹介していたが、2025年3月に最終回を迎えた。

## 出演

### テレビ
- 朝一番!SBSニュースワイド
- お〜い!トムソーヤ
- 静岡新聞ニュース
- とく報!4時ら中継担当（水曜のみ國本学名義）以上SBSテレビ
- ○ごとワイド（静岡第一テレビ）2013年4月 - 2015年3月
- ごちそうカントリー（静岡第一テレビ）2015年4月 - 2025年3月

### ラジオ
過去
特記のないものは静岡放送。
- シャナナしずおか
- 1400（いちよんまるまる）デンリクアワー
- ぶっちゃけスタジオCut In（カットイン）!
- パルシェ・サウンド・ブティック[1]
- パソコンアタッククラブ[1]
- フリーステーション1.2.0
- クンちゃんのトークカプセル
- ぽっぷん王国静岡地区担当（1986年10月 - 1989年9月）[1]
- ラジカルモンスター（第4期）火曜日担当
- チャッキリ大放送
- うわさのワイド
- NEC98パラダイス
- マルキン特大号 くんちゃん樹根りん美保のアッパレ!ハレハレ
  - 猛烈昼下がりクンちゃん、ジュネリン、カヨピーのアッパレ!ハレハレ
- クンちゃんのなんでもナイト
- パソコンアタッククラブ
- 國本良博のラジオデイズ
- GOGOワイド くんちゃんのらぶらじ（2007年4月 - 2013年3月29日）金曜日担当
- 静岡新聞ニュース
- A-WAY区 （FM-Hi!、毎月第1･第3月曜日 19:00～19:30 2018年4月2日～)

### テレビCM
- いちまるホーミング

## 著書
- 『くんちゃんのはなしのはなし』2013年4月5日 マイルスタッフ発行、インプレスコミュニケーションズ刊行 ISBN 4844375571 ISBN 978-4844375579